# Associazione Sportiva Frosinone 1985-1986
Questa voce raccoglie le informazioni riguardanti l'Associazione Sportiva Frosinone nelle competizioni ufficiali della stagione 1985-1986.

## Rosa
| N. |                   | Ruolo | Calciatore       |
| -- | ----------------- | ----- | ---------------- |
|    | Italia (bandiera) |       | Agostinelli      |
|    | Italia (bandiera) | C     | Stefano Amadio   |
|    | Italia (bandiera) | D     | Stefano Boggia   |
|    | Italia (bandiera) | P     | Marco Cari       |
|    | Italia (bandiera) | P     | Giuliano Cirilli |
|    | Italia (bandiera) | C     | Giorgio Davato   |
|    | Italia (bandiera) | C     | Raffaele Di Liso |
|    | Italia (bandiera) | D     | Giovanni Forlano |
|    | Italia (bandiera) | C     | Adriano Gobbetti |

| N. |                   | Ruolo | Calciatore             |
| -- | ----------------- | ----- | ---------------------- |
|    | Italia (bandiera) | C     | Felice Mancini         |
|    | Italia (bandiera) | C     | Franco Marchegiani     |
|    | Italia (bandiera) | C     | Renzo Martin           |
|    | Italia (bandiera) | A     | Amedeo Monaldo         |
|    | Italia (bandiera) | A     | Michelangelo Palladino |
|    | Italia (bandiera) | D     | Massimo Pietrantoni    |
|    | Italia (bandiera) | A     | Giuseppe Sapio         |
|    | Italia (bandiera) |       | Soro                   |
|    | Italia (bandiera) | C     | Luciano Vescovi        |

## Risultati

### Campionato

#### Girone di andata
| 22 settembre 1985 1ª giornata | Canicattì | 1 – 0 | Frosinone |  |

| 29 settembre 1985 2ª giornata | Frosinone | 3 – 2 | Trapani |  |

| 6 ottobre 1985 3ª giornata | Frosinone | 2 – 0 | Pro Cisterna |  |

| 13 ottobre 1985 4ª giornata | Nocerina | 0 – 0 | Frosinone |  |

| 20 ottobre 1985 5ª giornata | Frosinone | 1 – 2 | Reggina |  |

| 27 ottobre 1985 6ª giornata | Akragas | 0 – 1 | Frosinone |  |

| 3 novembre 1985 7ª giornata | Frosinone | 0 – 0 | Nissa |  |

| 10 novembre 1985 8ª giornata | Paganese | 0 – 0 | Frosinone |  |

| 17 novembre 1985 9ª giornata | Frosinone | 0 – 0 | Juventus Stabia |  |

| 24 novembre 1985 10ª giornata | Ercolanese | 1 – 0 | Frosinone |  |

| 1º dicembre 1985 11ª giornata | Frosinone | 2 – 1 | Gladiator |  |

| 8 dicembre 1985 12ª giornata | Siracusa | 1 – 1 | Frosinone |  |

| 15 dicembre 1985 13ª giornata | Frosinone | 0 – 0 | Turris |  |

| Nola 22 dicembre 1985 14ª giornata | Nola                | 0 – 0 [ referto] | Frosinone | Stadio Comunale Piazza d'Armi\| Arbitro: \| Caviraghi (Seregno) \| |
| Arbitro:                           | Caviraghi (Seregno) |                  |           |                                                                    |

| 5 gennaio 1986 15ª giornata | Rende | 1 – 2 | Frosinone |  |

| 12 gennaio 1986 16ª giornata | Frosinone | 0 – 0 | Afragolese |  |

| 19 gennaio 1986 17ª giornata | Ischia Isolaverde | 4 – 0 | Frosinone |  |

#### Girone di ritorno
| 26 gennaio 1986 18ª giornata | Frosinone | 4 – 0 | Canicattì |  |

| 2 febbraio 1986 19ª giornata | Trapani | 2 – 1 | Frosinone |  |

| 9 febbraio 1986 20ª giornata | Pro Cisterna | 3 – 1 | Frosinone |  |

| 16 febbraio 1986 21ª giornata | Frosinone | 1 – 1 | Nocerina |  |

| 23 febbraio 1986 22ª giornata | Reggina | 2 – 1 | Frosinone |  |

| 2 marzo 1986 23ª giornata | Frosinone | 1 – 0 | Akragas |  |

| 9 marzo 1986 24ª giornata | Nissa | 1 – 0 | Frosinone |  |

| 23 marzo 1986 25ª giornata | Frosinone | 1 – 0 | Paganese |  |

| 29 marzo 1986 26ª giornata | Juventus Stabia | 3 – 1 | Frosinone |  |

| 6 aprile 1986 27ª giornata | Frosinone | 2 – 0 | Ercolanese |  |

| 13 aprile 1986 28ª giornata | Gladiator | 1 – 1 | Frosinone |  |

| 20 aprile 1986 29ª giornata | Frosinone | 0 – 0 | Siracusa |  |

| 4 maggio 1986 30ª giornata | Turris | 1 – 0 | Frosinone |  |

| Frosinone 11 maggio 1986 31ª giornata | Frosinone          | 0 – 0 [ referto] | Nola | Stadio Comunale Matusa\| Arbitro: \| Di Savino (Foggia) \| |
| Arbitro:                              | Di Savino (Foggia) |                  |      |                                                            |

| 18 maggio 1986 32ª giornata | Frosinone | 1 – 0 | Rende |  |

| 25 maggio 1986 33ª giornata | Afragolese | 1 – 1 | Frosinone |  |

| 1º giugno 1986 34ª giornata | Frosinone | 1 – 1 | Ischia Isolaverde |  |